# حملة ضد العقوبات والتدخل العسكري في إيران
الحملة ضد العقوبات والتدخل العسكري في إيران (CASMII) هي مجموعة من الأكاديميين والطلاب والمهنيين من خلفيات إيرانية وغير إيرانية تشكلت لمعارضة العقوبات أو العمل العسكري ضد إيران من قبل الولايات المتحدة.

## تاريخ
تأسست الحملة ضد العقوبات والتدخل العسكري في إيران (CASMII) في 1 ديسمبر 2005 في لندن من قبل الأستاذ عباس عدالت، وتصف نفسها بأنها مستقلة عن جميع الجماعات السياسية والحكومات (لا سيما الحكومة الإيرانية)، ولا تلتزم بأي دين أو أيديولوجية معينة. تشمل القيم الأساسية احترام حقوق الإنسان والدولة الديمقراطية، ولا سيما حرية التعبير وحرية الصحافة والقضاء المستقل والمساواة في الحقوق للمرأة والأقليات العرقية والدينية في إيران.
في 6 نوفمبر 2006 ، انضم فرع المملكة المتحدة من CASMII إلى عمل إيران والتضامن مع إيران، مما شكّل منظمة جديدة في المملكة المتحدة تسمى حملة إيران، والتي لا تزال جزءًا من CASMII الدولي.
وقد انتقد مشروع «ارفعوا أيديكم عن الشعب الإيراني» CASMII لكونه داعمًا لحركة الإصلاح الإيرانية ومعارضًا لمصالح «العمال والتقدميين والديمقراطيين.»
يشمل أعضاء مجلس CASMII أكاديميين مثل البروفيسور أودو شتاينباخ، الذي كان رئيس قسم الشرق الأدنى في المعهد الألماني للشؤون الدولية والأمنية من 1971 إلى 1974 ومدير معهد المشرق الألماني (الذي اندمج في المعهد الألماني للدراسات العالمية والإقليمية) من 1976 إلى 2006. توصي منظمة التبادل العالمي المدافعة عن حقوق الإنسان والعدالة الاجتماعية أعضاء CASMII فؤاد خوسمود وأليكس باتيكو كمتحدثين عامين في الموضوعات المناهضة للحرب المتعلقة بإيران.
في الولايات المتحدة، يحكم CASMII مجلس إدارة. لدى CASMII مجلس تحرير دولي بالإضافة إلى مجلس استشاري. من بين أعضاء مجلسها الاستشاري الدكتور بهراد نخعي، مهندس نووي إيراني عمل كعالم أبحاث في مختبر أوك ردج الوطني ويقوم حاليًا بإجراء تحليل الأمان النووي، وكاوه إل أفراسيابي ، عالم سياسي ومؤلف من أصل إيراني..

## أجراءات
تشمل أساليب حملة المجموعة المشاركة في وسائل الإعلام، وعقد الاجتماعات العامة، والضغط على أعضاء البرلمانات، والحملات الدولية، والتعاون مع جميع المجموعات التي تشترك في أهداف متشابهة. وصفت إذاعة أوروبا الحرة / راديو ليبرتي منظمة CASMII بأنها «معارضة قوية للعقوبات ضد إيران.»

### محادثات عامة
في تشرين الثاني (نوفمبر) 2006، شاركت المجموعة في «جولة لسياسة خارجية عادلة» متعددة الولايات والتي كانت عبارة عن سلسلة من المشاركات الناطقة بالإضافة إلى عروض التصوير الفوتوغرافي في جميع أنحاء شمال شرق الولايات المتحدة. في 4 يوليو 2007، قدم بيروز مجتهد زاده من CASMII المملكة المتحدة عرضًا حول احتياجات إيران من الطاقة وبرنامجها للطاقة النووية في مؤتمر في البرلمان الأوروبي نظمه التحالف الخضر الأوروبي الحر.

### عمل إيران
في 6 فبراير 2006، شاركت رودابة شافعي ممثلة منظمة عمل إيران في حملة لنزع السلاح النووي مظاهرة خارج المقر الرئيسي لهيئة الإذاعة البريطانية، مدعية أن بي بي سي قدمت تقارير متحيزة بشأن إيران من خلال عدم الإبلاغ عن الانتهاكات المزعومة من قبل الدول الحائزة للأسلحة النووية للمادة السادسة من الاتفاقية معاهدة الحد من انتشار الأسلحة النووية.
في 10 حزيران (يونيو) 2006، مثلت إلهه رُستمي بوفي منظمة عمل إيران في «المؤتمر السنوي الخامس لأوقفوا الحرب» لائتلاف« أوقفوا الحرب».
في 6 أيلول (سبتمبر) 2006، شارك متحدث باسم منظمة عمل إيران في اجتماع حاشد في مانشستر للترويج لمظاهرة بعنوان «حان الوقت للذهاب» للدعوة إلى استقالة رئيس الوزراء البريطاني توني بلير وفي وقت لاحق من هذا الشهر، نظمت منظمة عمل إيران مع CASMII اجتماع عام مع هانز فون سبونيك، منسق الأمم المتحدة للشؤون الإنسانية في العراق بعد استقالة دينيس هاليداي من هذا المنصب.

### أعمال الشوارع
في فبراير 2007، حملت CASMII لافتات وإشارات تعارض الحرب مع إيران، كجزء من مظاهرة شارك فيها 100000 شخص في واشنطن العاصمة احتجاجًا على علاقات حكومة الولايات المتحدة مع العراق وإيران.

### رد فعل على قرار مجلس الأمن الدولي رقم 1737
كرد فعل على قرار مجلس الأمن التابع للأمم المتحدة رقم 1737، أصدر مجلس وزراء أمريكا اللاتينية والبحر الكاريبي بيانًا بعنوان «يوم رهيب للدبلوماسية الدولية» بتاريخ 24 ديسمبر 2006. وعبر المجلس في بيانه عن قلقه البالغ إزاء قرار الأمم المتحدة.

### إجراءات الرسائل والإعلانات
في إجراء بدأه أطباء من أجل المسؤولية الاجتماعية في فبراير 2007، شاركت CASMII في رعاية إعلان بصفحة كاملة في مجلة واشنطن العاصمة، الكونغرس الفصلية، يعارض هجومًا على إيران.
في أكتوبر 2007، أرسلت CASMII بالاشتراك مع المجلس الوطني الإيراني الأمريكي وبعض المنظمات الأخرى رسالة إلى القادة السياسيين للولايات المتحدة والمملكة المتحدة وإيران تعارض الأعمال العسكرية وتناشد الحكومات «وضع جميع الشروط المسبقة جانباً و استئناف المفاوضات المباشرة والمفتوحة حول كافة قضايا الخلاف...».

### تحليلات اعلامية، مناظرات
في منتصف عام 2006، ناقش CASMII الاستراتيجيات المناهضة للحرب مع مجموعة من نشطاء السلام (بما في ذلك ميخائيل ألبرت، نعوم تشومسكي، مايكل ليرنر (حاخام) وهوارد زين) المرتبطون بالمجموعة الإعلامية اتصالات Z ذات المنظور اليساري بشكل عام.
في أوائل مايو 2007، اعتذرت هيئة الإذاعة البريطانية لـ CASMII لاستخدامها كلمتي «مخطوف» و «رهائن» فيما يتعلق باعتقال إيران لأفراد البحرية الملكية عام 2007. لم يكن عباس عدالت، عضو CASMII راضيًا عن الاعتذار، قائلاً «نحن لا نقبل ذلك لأن القصة في مرحلة مبكرة، وبالتالي فإن التقارير المضللة مقبولة. لدى هيئة الإذاعة البريطانية مدونة سلوك وهي تدرك جيدًا قوة اللغة. إن استخدام كلمة «مخطوف» بدلاً من «أسير» وكلمة «رهائن» بدلاً من «معتقلين» هو مثال واضح على التلاعب اللغوي بالحقائق وليس هناك أعذار لذلك».
في مايو 2007 ، أشارت مجموعة التحليل الإعلامية البريطانية عدسة وسائل الإعلام إلى مقال بقلم الصحفي في صحيفة الغارديان سيمون تيسدال يناقش خطط إيران المزعومة لمحاربة جنود الولايات المتحدة في العراق. أكدت شركة عدسة وسائل الإعلام أن المقال استند في الغالب إلى مصادر رسمية مجهولة من حكومة الولايات المتحدة. اشتكى CASMII بدوره إلى الغارديان بشأن المقال. صرح عباس عدالت، عضو الجمعية الأمريكية للعلوم العالمية الثانية، بأن «صحيفة الغارديان ذكرت، دون أي اعتراض أو أي تحليل نقدي، تصريحات شديدة التجريم ولكن لا أساس لها ولا أساس لها من قبل مسؤول أمريكي لم يذكر اسمه بطريقة تظهر للقارئ على أنها حقائق».

## روابط خارجية
- حملة ضد العقوبات والتدخل العسكري في إيران (CASMII)
- StopWarOnIran.org نسخة محفوظة 7 December 2020 على موقع واي باك مشين.